# Effet Colavita
En psychologie, l'effet Colavita se manifeste par le fait que, lorsqu'on doit répondre simultanément à un signal auditif et à un signal visuel, on a tendance à ne répondre qu'au signal visuel. Il s'agit d'une illustration de la dominance visuelle dans les processus attentionnels.